# Ed McMahon
Edward Peter Leo McMahon (Detroit, 6 maart 1923 – Los Angeles, 23 juni 2009) was een bekende Amerikaanse tv-persoonlijkheid, presentator, sidekick en entertainer. De jonge McMahon was gebiologeerd door het fenomeen radio en al op jeugdige leeftijd voerde hij 'radioshows' op in de voorkamer van het huis van zijn grootmoeder, een onbedoelde oefening voor de loopbaan die hem wachtte. 
McMahon begon zijn carrière op 15-jarige leeftijd toen hij 's zomers als verkoper groentesnijders aan de man bracht langs het strand. Al snel werd zijn gouden stemgeluid opgemerkt en had hij diverse programma's bij de lokale radio.

## Militaire loopbaan
Toen de Tweede Wereldoorlog uitbrak was McMahon gevechtspiloot van de Amerikaanse luchtmacht en vloog diverse missies boven vijandig terrein. Toen de VS in de jaren vijftig zich met de oorlog in Korea bemoeide, werd McMahon opnieuw opgeroepen en vloog hij een tachtigtal missies in Azië. Hij zwaaide af uit het leger met de rang van kolonel.

## Carrière
Zijn grote bekendheid volgde pas eind jaren vijftig toen hij als omroeper werd aangenomen door ABC voor de spelshow Who Do You Trust, een programma gepresenteerd door de jonge komiek Johnny Carson. McMahon en Carson bleken een aanstekelijke chemie te hebben en al snel stond McMahon bekend als Carsons sidekick. Het duo bleef intact toen Carson in 1962 werd aangewezen als nieuwe presentator van het bekende en succesvolle NBC latenightprogramma The Tonight Show.
Ed McMahon verwierf cultstatus door zijn traditionele introductie van Carson. Elke avond tijdens de tune van de Tonight Show kondigde hij de presentator aan met 'Heeeeeeeeeere's Johnny!' Deze uitspraak werd al snel een bekende catchphrase .
In de jaren die volgden bleek McMahon een essentieel deel van de show te zijn, een rol die hij later zou omschrijven als 'the second banana'. Hij was er om de presentator te laten stralen, 'to make him look good'. Naast zijn bekende introductie, was McMahon een dankbaar onderwerp van spot, met name vanwege zijn vermeende voorliefde voor sterkedrank. McMahon was echter geen stevige drinker, maar liet dit in het midden om het de show ten goede te laten komen. 
Naast "here's Johnny!" was een andere 'catchphrase' van McMahon "hi-yooo!" wat hij geregeld tijdens de show en de daar aan voorafgaande warmup tegen het publiek riep. Ook was McMahon bekend om zijn bulderende lach na vrijwel elke grap die Carson of een gast maakte.
McMahon week dertig jaar geen avond van Carsons zijde, maar nam in de loop der tijd wel diverse reclames op voor allerhande merken. Van hondenvoer tot bier, McMahon was overal te vinden. 
Op tv presenteerde hij van 1983 tot 1995 de grote talentenjacht Star Search, ook speelde hij gastrollen in diverse series en films. Over zijn leven in de spotlights schreef McMahon drie autobiografische bestsellers: in de jaren zeventig gooide hij hoge ogen met "Here's Ed", deze biografie werd opgevolgd door "For Laughing Out Loud" (1998) en na de dood van Johnny Carson in 2005 verscheen Eds laatste boek met herinneringen aan Carson en hun tijd bij de Tonight Show genaamd "Here's Johnny" (2005).

## Latere jaren

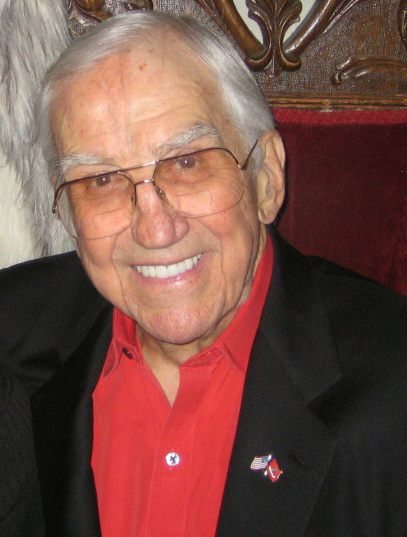
Ed McMahon (2005)

Toen de Tonight Show op 22 mei 1992 zijn laatste aflevering beleefde, bleef Ed actief op televisie. Hij presenteerde niet alleen Star Search, maar verscheen jaarlijks naast Jerry Lewis in diens marathonuitzending tegen spierziektes, speelde talloze gastrollen in films, series en was een graag geziene gast in talkshows.
In 2008 werd bekend dat McMahon geldproblemen had. Zijn fortuin was midden jaren negentig geschat op zo'n 220 miljoen dollar, maar McMahon bleek nu niet meer in staat de hypotheek van zijn huis in Beverly Hills te kunnen betalen. Een uitzetting dreigde en McMahon besloot de publiciteit te zoeken en open kaart te spelen over zijn financiële problemen. Hij gaf diverse interviews waarin hij uitlegde hoe hij in geldnood was gekomen en dat dit iets is wat heel veel Amerikanen overkomt. Zo vertelde hij in Larry King Live "Het is eigenlijk heel simpel: als je meer uitgeeft dan je hebt, gaat het een keer mis." Beroemdheden schoten massaal te hulp, Donald Trump bood aan Eds huis te kopen en McMahon en zijn vrouw er kosteloos te laten wonen. Uiteindelijk was het een anonieme geldschieter uit San Francisco die de hypotheek op het huis van de McMahons overnam.
McMahon heeft daar zelf weinig van meegekregen. Zijn gezondheid liet hem de laatste twee jaar van zijn leven steeds meer in de steek. In 2007 liep McMahon bij een val onder onbekende omstandigheden een gebroken nek op. Hierdoor was hij lange tijd niet in staat te werken, een feit dat hij aanvoerde als een van de redenen voor zijn geldproblemen. McMahon was wegens zijn verwondingen lange tijd gedwongen een nekbrace te dragen, iets wat hem naar eigen zeggen "ernstig in de weg zat". Op 27 februari 2009 werd Ed McMahon opgenomen in het Ronald Reagan UCLA Medical Center in Los Angeles. Al snel werd bekend dat hij naast longontsteking ook leed aan botkanker. McMahon heeft zijn laatste maanden in het ziekenhuis doorgebracht en overleed daar op dinsdag 23 juni 2009 rond 1 uur in de ochtend. Aan zijn zijde was naast familie ook acteur en presentator David Hasselhoff die in de loop der jaren een goede band met McMahon had opgebouwd. In een interview kort na McMahons overlijden, liet Hasselhoff weten dat "Kolonel McMahon de goede strijd heeft gestreden en nu kan rusten". Als eerbetoon aan McMahon stonden latenight-talkshows de Tonight Show, de Late Show, Late Night en de Daily Show stil bij wat Ed bereikt heeft.